# Stille-reactie
De Stille-reactie of Stille-koppeling is een chemische reactie tussen een organotinverbinding en een organisch halogenide, en met palladium als katalysator. De reactie werd in 1977 ontdekt door de Amerikaanse scheikundige John K. Stille en zijn medewerkers.
De organotinverbinding is een trialkylverbinding, waarbij de alkylgroepen doorgaans methyl- of butylgroepen zijn. R is een  sp- of sp2-gehybridiseerde groep (bijvoorbeeld aryl-, alkenyl, alkynyl) of een alkyl- of allylgroep. X is een halogenide, zoals bromide, jodide, chloride of een pseudohalogeen, zoals triflaat. R' is een acyl-, alkenyl-, allyl-, benzyl- of arylgroep. Typische katalysatoren zijn palladium(II)acetaat, tris(dibenzylideenaceton)dipalladium(0) of tetrakis(trifenylfosfine)palladium(0).
De reactie leidt tot de vorming van een koolstof-koolstofbinding (koppeling) tussen de groepen R en R', met als bijproduct een trimethyl- of tributyltinhalogenide.

## Toepassing
De Stille-reactie is een veelzijdige reactie die veel gebruikt wordt in de organische chemie, vooral in de farmaceutische industrie voor de synthese van complexe moleculen, omdat ze doorgaat met een grote verscheidenheid aan functionele groepen. Ze is ook stereospecifiek en regioselectief.

## Voor- en nadelen
Organotinverbindingen zijn stabiel in lucht en water. Een nadeel van de Stille-reactie is de toxiciteit van de trialkyltinverbindingen. Vooral trimethyltinverbindingen zijn veel giftiger dan tributyltinverbindingen. Ze zijn wel gemakkelijker uit het reactiemengsel te verwijderen dan de tributylverbindingen. Trimethyltinchloride kan door extractie met water verwijderd worden. Tributyltinchloride is echter niet oplosbaar in water en moet omgezet worden in het onoplosbare tributyltinfluoride, dat afgefilterd kan worden.
Als men koolstofmonoxide gebruikt bij de reactie, wordt er bij de koppeling een keton gevormd door tussenvoeging van CO: R-CO-R'.